# Сапоцкин
Сапоцкин или Сопоцкин (блр. Сапоцкін; рус. Сопоцкин; пољ. Sopoćkinie) насељено је место са административним статусом варошице (городской посёлок) на крајњем западу Републике Белорусије. Насеље административно припада Гродњенском рејону Гродњенске области.
Према подацима пописа становништва из 2009. у вароши је живело 1.300 становника.

## Географија
Сапоцкин се налази на крајњем западу Белорусије, на око 21 км северозападно од административног центра области Гродна, са којим је повезан магистралним друмом.

## Историја
Сапоцкин се помиње као насеље у границама Гродњенског повјата ВК Литваније током XVI века. Године 1795. постаје делом Прусије у чијим границама остаје до 1815. када улази у састав Руске Империје.
Након краткотрајне пољске владавине од 1921. до 1939. коначно улази у састав Белорусије (тада Белоруска ССР). У границама Гродњенске области је од 1944, односно Гродњенског рејона од 1959. године.

## Демографија
Према резултатима пописа из 2009. у вароши је живело 1.300 становника.
Готово целокупну популацију у вароши чине етнички Пољаци.